# 讷维欧乌尔姆
讷维欧乌尔姆（法語：Neuvy-au-Houlme，法語發音：[nøvi o ulm] ⓘ）是法国奥恩省的一个市镇，位于该省北部偏西，属于阿让唐区。

## 地理
讷维欧乌尔姆（48°49'2"N, 0°11'58"W）面积15.62 平方千米，位于法国诺曼底大区奧恩省，该省份为法国西北部内陆省份，北起顺时针与卡爾瓦多斯省、厄尔省、厄尔-卢瓦省、萨尔特省、马耶讷省和芒什省接壤。
与讷维欧乌尔姆接壤的市镇（或旧市镇、城区）包括：科尔代、拉奥盖特、巴佐什欧乌尔姆、尚瑟里、阿布洛维尔、罗奈。
讷维欧乌尔姆的时区为UTC+01:00、UTC+02:00（夏令时）。

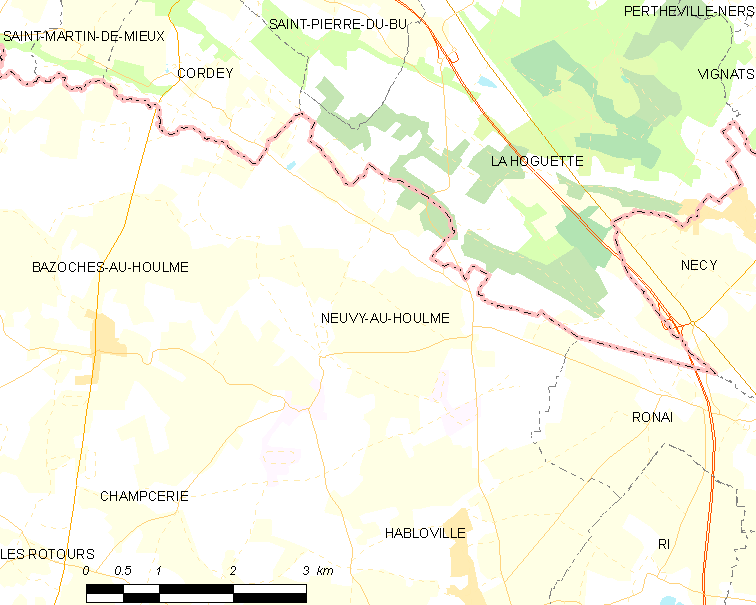
讷维欧乌尔姆的OSM定位图

## 行政
讷维欧乌尔姆的邮政编码为61210，INSEE市镇编码为61308。

## 政治
讷维欧乌尔姆所属的省级选区为阿蒂斯-瓦勒德鲁夫尔县。

## 交通
奥恩省省道D69线、D129线、D245线、D780线和D781线经过境内。

## 人口

1962-2008年间讷维欧乌尔姆人口变化图示

讷维欧乌尔姆于2022年1月1日时的人口数量为198人。